# Зигана (новий тунель)
40°41′21″ пн. ш. 39°26′41″ сх. д. / 40.689166666667° пн. ш. 39.444722222222° сх. д.
Новий тунель Зигана  (тур. Yeni Zigana Tüneli)  — автомобільний тунель у Чорноморському регіоні Туреччини. побудований на дорозі D.885/E97 Мачка — Торул на південний захід від межі між ілами Трабзон і Гюмюшхане
Розташований під перевалом Зигана в Понтійських горах, новий двотрубний тунель є найдовшим тунелем у країні довжиною 14 481 м. 

Споруджений для обходу перевалу Зигана заввишки 2032 м  і старого тунелю Зигана. 
Новий тунель скорочує маршрут приблизно на 8 км та час подорожі на двадцять хвилин. 